# Стрельба в Плимуте
Массовое убийство в Плимуте произошло 12 августа 2021 года, когда 22-летний Джейк Дэвидсон расстрелял 5 человек и покончил с собой. Инцидент стал первым массовым убийством в Великобритании с применением огнестрельного оружия за 11 лет.

## Предыстория
У убийцы был канал на YouTube, включавший разговорные видео, на которых тот объяснял свои мотивы. Стрелок жаловался на свои жизненные проблемы, такие как неспособность похудеть и отсутствие сексуальной жизни. Также он сказал, что «хотел бы быть как терминатор — несмотря на близкое поражение, все равно стараться выполнить свою миссию». Позже через несколько часов после стрельбы канал был удалён.

## Стрельба
В 18:11 по местному времени Дэвидсон, после спора с матерью, застрелил её, а после, на улице, открыл огонь из помпового оружия, убив ещё четырёх человек, в том числе 5-летнюю девочку. После чего застрелился.
Полиция заявила, что не расценивает убийство как теракт.